# Mikania parviflora
Mikania parviflora là một loài thực vật có hoa trong họ Cúc. Loài này được (Aubl.) H.Karst. mô tả khoa học đầu tiên năm 1883.